# Noascia tenur
Noascia tenur là một loài ruồi trong họ Ruồi giả ong (Syrphidae). Loài này được Harris mô tả khoa học đầu tiên năm 1780. Noascia tenur phân bố ở vùng Cổ Bắc giới (Iceland)